# 格陵兰天空
格陵兰天空（Sky Greenland ，前身为Greenland Express）是一家总部位于格陵兰Kangerlussuaq的虚拟航空公司，它于2014年6月开始运营，該公司的唯一一架飛機是从Denim Air租来的福克100。